# Лян Сюэсян
Лян Сюэся́н (кит. трад. 梁學香, упр. 梁学香, пиньинь Liáng Xuéxiāng, 1810–1895) — китайский мастер боевых искусств, основатель первого классического стиля танланцюань — «мэйхуа» («цветок сливы»). Разработал трактаты кулачного боя, содержащие теорию танланцюань мэйхуа.

## Биография
Родился в Хайяне провинции Шаньдун, там же изучал танланцюань. Его наставником был Чжао Цилу, который учился стилю у именитого мастера Ли Бинсяо. Сюэсян был среднего телосложения, но отличался высокой подвижностью и ударной мощью. Во время поединка в Да Чишань он убил оппонента ударом кулака, за что получил прозвище Лян Течуй (Лян «Железный Молот»).
По завершении обучения Лян Сюэсян переехал в Пекин, где преподавал ушу. В возрасте 45 лет Лян Сюэсян вернулся в Шаньдун и работал телохранителем в городе Лайян. Однажды он сопровождал караван с серебром и был атакован группой бандитов на постоялом дворе в Цанчжоу; Лян Сюэсян сумел защитить караван, но потерял глаз из-за полученной травмы.
После инцидента в Цанчжоу мастер Лян ушёл из охраны, сосредоточившись на ушу. К тому времени он уже был достаточно известен в провинции Шаньдун, поэтому многие хотели у него обучаться. Лян Сюэсян вернулся в родную деревню, где преподавал танланцюань до конца своих дней.

## Трактаты кулачного боя
Лян Сюэсян разработал теорию танланцюань и написал три известных трактата кулачного боя. Первый был составлен в 1842 году и включал в себя описания традиционных форм кулачного боя, фехтования и работы с копьём. Второй трактат, датированный 1852 годом, содержал теорию, стратегию и принципы школы богомола. Третий трактат был посвящён фехтованию длинным копьём, но вышел в свет только в 1999 году (до этого времени рукопись хранилась в семье Лян).